# 学校法人東京女子医科大学

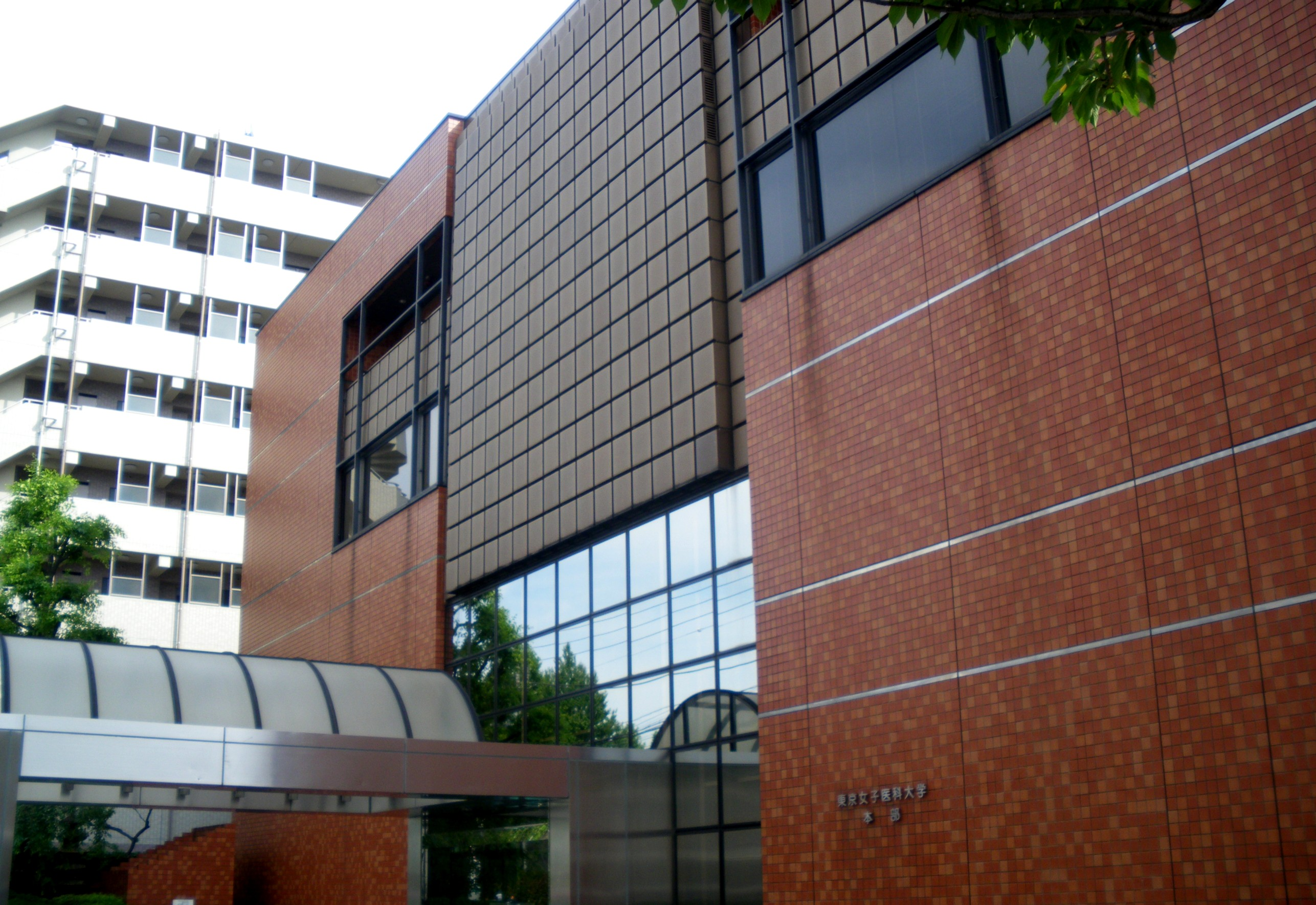
東京都新宿区河田町にある大学本部。キャンパスや病院などと共にある。

学校法人東京女子医科大学（がっこうほうじんとうきょうじょしいかだいがく）は、日本の学校法人。登記上の表記は学校法人東京女子醫科大学。

## 理事長
- 清水治（元財務官僚、2024年12月6日就任）[2]

## 設置している学校、医療機関等
- 東京女子医科大学
  - 東京女子医科大学病院
  - 東京女子医科大学附属足立医療センター（旧東京女子医科大学東医療センター）
  - 東京女子医科大学八千代医療センター
  - 東京女子医科大学看護専門学校

### 過去、設置していた学校
- 東京女子医科大学看護短期大学

## 外郭団体
- 至誠会 - 東京女子医科大学の同窓会組織